# Radachówka
Radachówka este un sat situat în comuna Kołbiel, powiatul Otwock, voievodatul Mazovia, în partea central-estică a Poloniei. Satul avea o populație de 143 de locuitori în 2011.
Satul a aparținut în perioada 1975–1998 voievodatului Siedlce. Aici se află mai multe case de vacanță, unde se retrag în lunile de vară unii locuitori ai Varșoviei. Râul Świder curge în apropierea localității.

## Demografie
Populația localității era la 31 martie 2011 de 143 de locuitori, dintre care 78 de bărbați și 65 de femei.

## Atracții turistice
Moșia și conacul de lemn al familiei Szlenkier din Radachówka au atras atenția mai multor producători de film, aici fiind filmate producții cinematografice cunoscute ca Domnișoarele din Wilko (1979), Białe małżeństwo (1993) și Prawo ojca (1999), precum și o parte a serialului de televiziune Sławy i chwały (1997).
Un alt obiectiv turistic al localității este o capelă mică din lemn, care a fost construită în anii 1935-1937 după proiectul arhitectului Wacław Lipieński, cu sprijinul financiar al soților Halina (n. Pfeiffer) și Karol Szlenkier, proprietarii conacului din apropiere. Capela se află într-o pădure de pini din partea sudică a drumului principal care străbate localitatea și are un aspect asemănător bisericilor de lemn din sudul Poloniei. Accesul se făcea inițial pe o potecă nisipoasă, iar din 1995 se face pe un drum pietruit. Capela a fost construită din lemn de pin, prelucrat într-un atelier de tâmplărie din Pinsk de tâmplarul Jan Kubicki și are în partea de nord un turn cu un plan pătrat, care servește drept pridvor. În 1985 au fost efectuate o serie de lucrări de restaurare, fiind înlocuit acoperișul din șindrilă. În apropierea bisericii se află un monument sub formă de crucifix în memoria ctitorilor capelei, care au fost uciși de germani în 1944.

## Legături externe
- pl Radachówka în Dicționarul geografic al Regatului Poloniei și al altor țări slave, volum IX (Poźajście — Ruksze) 1888